# سون بوتمن
اسفن بوتمان (هلندی: Sven Botman؛ زادهٔ ۱۲ ژانویهٔ ۲۰۰۰) بازیکن فوتبال اهل هلند است که برای تیم نیوکاسل در پست مدافع میانی بازی می‌کند.